# Kecamatan Modisi
Kecamatan Modisi är ett distrikt i Indonesien.   Det ligger i provinsen Sulawesi Utara, i den nordöstra delen av landet, 2 100 km öster om huvudstaden Jakarta.
Tropiskt regnskogsklimat råder i trakten. Årsmedeltemperaturen i trakten är 22 °C. Den varmaste månaden är oktober, då medeltemperaturen är 23 °C, och den kallaste är juli, med 22 °C. Genomsnittlig årsnederbörd är 2 462 millimeter. Den regnigaste månaden är januari, med i genomsnitt 315 mm nederbörd, och den torraste är september, med 75 mm nederbörd.